# Антонович, Болеслав Григорьевич
Болесла́в Григо́рьевич Антоно́вич (1867—?) — русский военный  деятель, полковник  (1916). Герой Первой мировой войны.

## Биография
В 1885 году вступил в службу. В 1891 году после окончания Виленского военного училища по II разряду произведён в подпоручики и выпущен в Сурский резервный пехотный батальон. В 1895 году произведён в поручики, в  1900 году в штабс-капитаны. С 1903 года капитан Ленкоранско-Нашебургского 163-го пехотного полка.
С 1914 года участник Первой мировой войны, подполковник 307-го Спасского пехотного полка 77-й пехотной дивизии. С 1916 года полковник Мокшанского 306-го пехотного полка, был ранен. С 1917 года командир Калишского 2-го пограничного пехотного полка.
12 сентября 1917 года за храбрость награждён Георгиевским оружием: 
За отличие и храбрость проявленные в 306-м пехотном Мокшанском полку

## Награды
- Орден Святого Станислава 3-й степени с мечами и бантом   (1910; ВП 27.05.1915)
- Орден Святой Анны 3-й степени  (1913)
- Орден Святого Станислава 2-й степени с мечами  (1913; ВП 14.05.1916)
- Орден Святой Анны 4-й степени  (ВП 16.12.1915)
- Орден Святой Анны 2-й степени с мечами (ВП 20.10.1916)
- Высочайшее благоволение (ВП 22.10.1916)
- Орден Святого Владимира 4-й степени с мечами и бантом (ВП 25.10.1916)
- Орден Святого Станислава 2-й степени с мечами  (ВП 30.10.1916)
- Георгиевское оружие (ПАФ 12.09.1917)